# MuPAD
MuPAD (Multi Processing Algebra Data Tool) ist ein Computeralgebrasystem. Ursprünglich von der MuPAD-Forschungsgruppe an der Universität Paderborn unter der Leitung von Benno Fuchssteiner entwickelt, erfolgte seit 1997 die weitere Entwicklung durch die Firma SciFace Software GmbH & Co. KG, Paderborn in Kooperation mit der MuPAD-Forschungsgruppe sowie Partnern an anderen in- und ausländischen Universitäten.
Mit der Übernahme des Herstellers SciFace durch MathWorks ist MuPAD seit Ende September 2008 nur noch als Bestandteil der Symbolic Math Toolbox zu MATLAB erhältlich.

## Frühere Versionen
Bis Herbst 2005 gab es die Variante MuPAD Light kostenlos für den Einsatz in Forschung und Lehre. Als Konsequenz aus der Schließung des Instituts AutoMATH der Universität Paderborn, in dem die MuPAD-Forschungsgruppe beheimatet war, ist MuPAD Light nicht mehr erhältlich, sondern nur noch die kostenpflichtige Variante MuPAD Pro. Die letzte von SciFace entwickelte Version ist 4.0.6.
Die MuPAD-Engine war Bestandteil von Scientific Workplace, einer LaTeX-Umgebung mit CAS-Fähigkeiten. Seit Juli 2021 wird diese von MacKichan Software, Inc. als freie Software mit Quellen auf GitHub zur Verfügung gestellt.
MuPAD Pro bietet
- ein Computeralgebrasystem zur Manipulation symbolischer Formeln und dem Rechnen mit exakten und symbolischen Größen,
- Programmpakete zu linearer Algebra, Differentialgleichungen, Zahlentheorie, Statistik, funktionaler Programmierung und vielen anderen Gebieten,
- ein OLE-fähiges interaktives Grafiksystem (seit Januar 2004 als erstes Computeralgebrasystem mit transparenten Flächen in 3D), inklusive Animation, das neben der Exportfähigkeit als damaliges Alleinstellungsmerkmal im Zieldokument (z. B. Word) beliebige Auflösungen und Änderungen gestattete (VCam, auch in MuPAD Light enthalten)
- klassische und verifizierte Numerik beliebiger Genauigkeit,
- eine stark an mathematische Ausdrucksweisen angepasste Programmiersprache, die u. a. objektorientiertes und funktionales Programmieren unterstützt.

Die Bedienung des Systems geschieht durch Eingabe von Kommandos. Oft benutzte Kommandos sind direkt per Mausklick zu erreichen. MuPAD Pro bietet ein Arbeitsblatt-Konzept, was es erlaubt, vergleichbar zu Textverarbeitungssystemen, mathematische Problemstellungen in MuPAD Pro zu formulieren, zu berechnen, in Form von eingebetteten 2D/3D-Grafiken und Animationen zu visualisieren und zu dokumentieren. Vorangegangene Kommandos können geändert und erneut ausgeführt werden. MuPAD Pro Arbeitsblätter (Notebooks) können wie ein Rechenschema auf Knopfdruck neu berechnet werden.
MuPAD Pro wird in der Wissenschaft, in Schulen und in der Wirtschaft eingesetzt. Die Anwendungsmöglichkeiten reichen von einfachen Termumformungen und linearer Algebra (auch über endlichen Körpern und anderen algebraischen Strukturen) über lineare Optimierung, Differentialgleichungen bis zu numerischen Rechnungen. Für die Beschleunigung einzelner Teilrechnungen lässt MuPAD Pro sich durch eigene C++-Routinen erweitern. Auch die Anbindung von Java-Code ist möglich.